# Настольный теннис на летней Универсиаде 2011
Соревнования по настольному теннису на летней Универсиаде 2011 прошли с 13 по 20 августа 2011 года в Шэньчжэне (Китай), где было разыграно 7 комплектов наград.

## Общий медальный зачёт
| Место | Страна           | Золото | Серебро | Бронза | Всего |
| ----- | ---------------- | ------ | ------- | ------ | ----- |
| 1     | Китай            | 7      | 3       | 4      | 14    |
| 2     | Япония           | 0      | 3       | 1      | 4     |
| 3     | Тайвань          | 0      | 1       | 3      | 4     |
| 4     | Республика Корея | 0      | 0       | 2      | 2     |
| 4     | Румыния          | 0      | 0       | 1      | 1     |
| 6     | Франция          | 0      | 0       | 1      | 1     |
| 6     | Чехия            | 0      | 0       | 1      | 1     |
| Всего | Всего            | 7      | 7       | 14     | 28    |

## Медалисты
| Дисциплина                                                 | Золото                    | Серебро                                     | Бронза                                                                    |
| ---------------------------------------------------------- | ------------------------- | ------------------------------------------- | ------------------------------------------------------------------------- |
| Мужчины. Одиночный разряд Отчёт (недоступная ссылка)       | Сюй Синь КНР              | Янь Ань КНР                                 | Фан Бо КНР Кендзи Мацудайра Япония                                        |
| Женщины. Одиночный разряд Отчёт (недоступная ссылка)       | Жао Цзинвэнь КНР          | Фань Ин КНР                                 | Ма Юфэй КНР Сюн Синьюнь КНР                                               |
| Мужчины. Парный разряд Отчёт                               | КНР Сюй Синь Янь Ань      | Китайская Республика Ван Ицзэ Чэнь Цзяньань | КНР Шан Кунь Фан Бо Япония Дзин Уэда Кэндзи Мацудайра                     |
| Женщины. Парный разряд Отчёт                               | КНР Ма Юфэй Жао Цзинвэнь  | КНР Сюн Синьюнь Тан Лиин                    | Чехия Ивета Ваценовская Дана Хадачова Южная Корея Чи Минхён Мун Мира      |
| Смешанный парный разряд Отчёт                              | КНР Шан Кунь Жао Цзинвэнь | Япония Кэнтаро Миути Юка Исигаки            | Китайская Республика Хуан Шэншэн Хуан Ихуа Южная Корея Ли Джэхун Ким Сори |
| Мужчины. Командные соревнования Отчёт (недоступная ссылка) | КНР                       | Япония                                      | Китайская Республика Франция                                              |
| Женщины. Командные соревнования Отчёт                      | КНР                       | Япония                                      | Китайская Республика Румыния                                              |

## Ссылка
- Турнир по настольному теннису на сайте Универсиады 2011  (англ.)